# Багиров, Владимир Константинович
Влади́мир Константи́нович Баги́ров (16 августа 1936, Баку — 21 июля 2000, Йювяскюля) — советский  шахматист, гроссмейстер (1978). Инженер-механик.

## Биография
Родился в Баку в семье отца-армянина и матери-украинки. Окончил Азербайджанский индустриальный институт. Занимался шахматами в бакинском Дворце пионеров под руководством Сурена Абрамяна. Выступал за спортивные общества «Буревестник» и «Труд».
В 1958 году получил звание мастера спорта, выиграв квалификационный матч у Якова Эстрина. Несколько раз побеждал в первенстве Азербайджанской ССР. Участвовал во многих чемпионатах СССР, в 1960 году занял четвёртое место. Становился победителем командного чемпионата Европы (1961), студенческого первенства мира (1961—1962) и Кубка европейских клубов (1976, 1979 и 1984). В международных турнирах: Джакарта — 1-е место (1960), Баку — 1-2-е (1964), Батуми — 1-4-е (1966); Москва — 1-4-е (1968); Тбилиси — 1-2-е (1971), Кашкайш — 1-е (1986). С 1963 года международный мастер, в 1978 году становится гроссмейстером.
До 1980 года проживал в Баку, после чего переехал в Ригу. 
После распада СССР Багиров продолжал выступать в турнирах. В составе сборной Латвии он принял участие в шахматных олимпиадах 1992 и 1996 годов. В течение нескольких лет играл за немецкий клуб SK Zehlendorf. Одержал победу в чемпионате мира среди ветеранов 1998 года в австрийском Грискирхене.
Работал в качестве тренера с такими шахматистами, как Гарри Каспаров, Лев Полугаевский, Михаил Таль, Алексей Широв и Александр Шабалов. В июле 2000 года во время турнира в Финляндии у него случился сердечный приступ, отчего на следующий день он скончался.
Похоронен в Риге на кладбище Бикеру.

## Книги
- Защита Алехина / Багиров Владимир Константинович. — М.: ФиС, 1971. — 112 с.: ил.
- Защита Алехина. — М.: Физкультура и спорт, 1987. — 255 с. — (Теория дебютов). — 100 000 экз.
- Английское начало. — М.: Физкультура и спорт, 1989. — 464 с. — (Теория дебютов). — 100 000 экз. — ISBN 5-278-00167-4.
- «Белый» Фишер = «White» Fisher / Владимир Багиров. — Рига: Логос, 1991. — 208 с.: ил.